# Guo Wengui

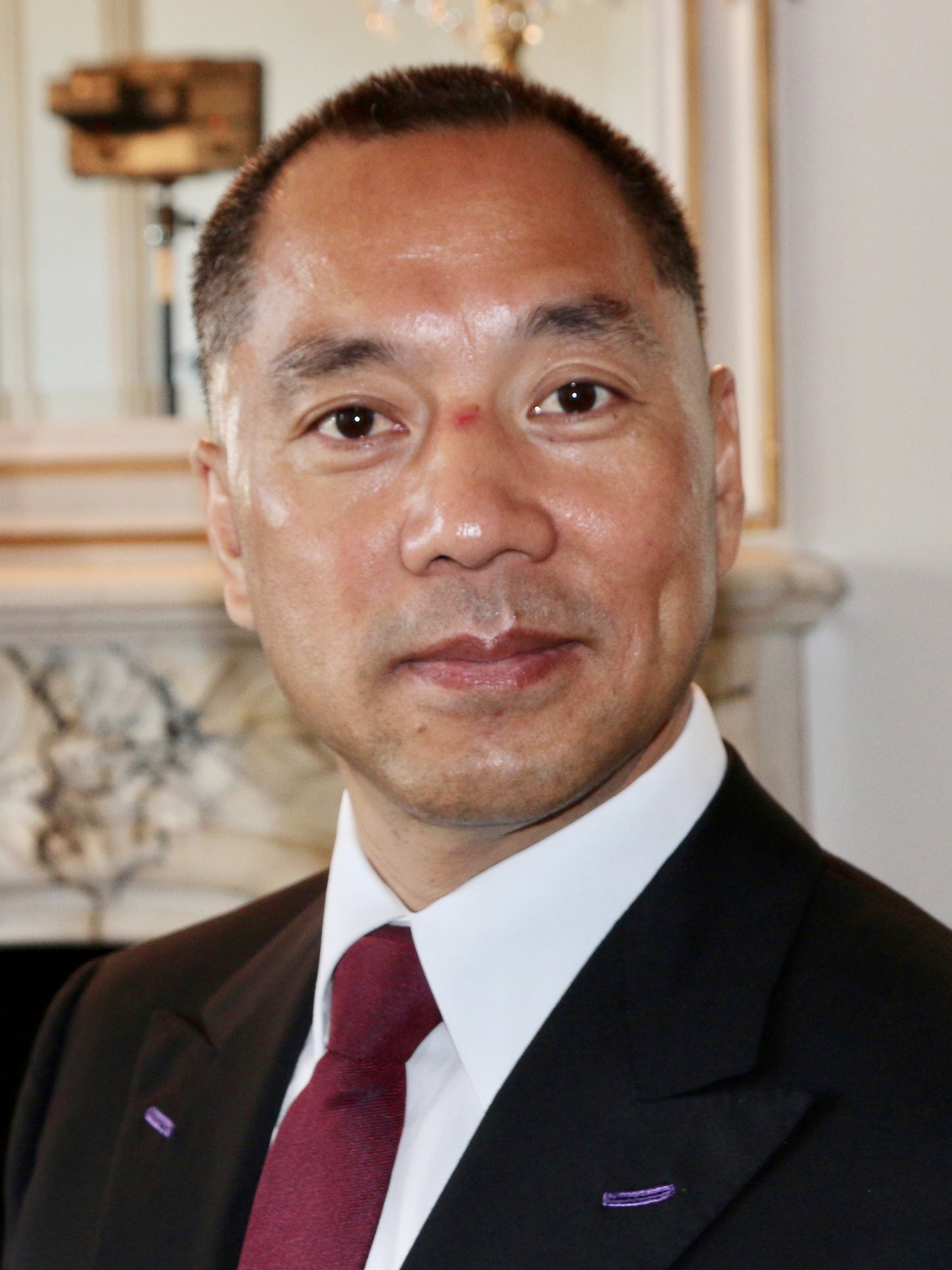
Guo Wengui (2017)

Guo Wengui (chinesisch: 郭文贵; * 1968 oder 1970 in Shen, Shandong), auch bekannt unter den Namen Ho Wan Kwok, Guo Haoyun (郭浩云), Miles Guo und Miles Kwok, ist ein im Exil lebender chinesischer Unternehmer und politischer Aktivist.  

## Laufbahn
Guo wurde in der Provinz Shandong geboren. Er ist das siebte von acht Kindern. Er begann seine Geschäftskarriere in Zhengzhou, bevor er nach Peking zog, um sich während der Olympischen Spiele 2008 in Peking verschiedene Bauaufträge zu sichern. 2006 lieferte er ein Sexvideo, welches den stellvertretenden Bürgermeister von Peking zeigte, an die Polizei. Der stellvertretende Bürgermeister, der eines von Guos Grundstücksgeschäften angefochten hatte, wurde daraufhin inhaftiert, was Guo den Bau eines Gebäudekomplexes ermöglichte. Laut Berichten kam er dank seiner guten Kontakte zu den staatlichen Sicherheitsorganen an das Material. Guo galt zu dieser Zeit als politisch gut vernetzter Unternehmer und gehörte sogar zu den 100 reichsten Menschen des Landes.
Guo wurde 2014 von den chinesischen Behörden der Korruption und anderer Vergehen beschuldigt und floh daraufhin in die Vereinigten Staaten, nachdem er erfahren hatte, dass er unter anderem wegen Bestechung, Entführung, Geldwäsche, Betrug und Vergewaltigung verhaftet werden sollte. Nach seiner Flucht in die Vereinigten Staaten warf Guo der Kommunistischen Partei Chinas Korruption und Machtmissbrauch vor. Guo behauptet, ein Whistleblower zu sein und belastende Dokumente über die chinesische Regierung zu besitzen. Die chinesische Regierung stellte einen internationalen Haftbefehl bei Interpol auf ihn aus. Eine Auslieferung an die chinesischen Behörden wurde allerdings später von der Regierung von Donald Trump abgelehnt. Anfang 2017 eröffnete er einen Twitter-Account, auf dem er häufig Personen aus dem chinesischen Establishment kritisiert. So warf Guo dem Vizepräsidenten Chinas, Wang Qishan, vor, außereheliche Affären zu haben und sich an dem Unternehmen HNA Group bereichert zu haben. Wangs Ehefrau soll laut Guo Immobilien und Vermögen in den Vereinigten Staaten besitzen.
Im August 2018 berichteten mehrere Hongkonger Medien wie die South China Morning Post, dass die Hongkonger Polizei das Vermögen der Familie Guo eingefroren hat, die der Geldwäsche unter dem Namen von Guos Tochter Guo Mei beschuldigt wird. Am 3. Juni 2020 nahmen er und Steve Bannon an Bord von Guos Yacht in den Gewässern von New York City an einer Veranstaltung teil, auf der ein "Neuer Bundesstaat China" ausgerufen wurde, der "die chinesische Regierung stürzen" würde und als eine Art Exilregierung fungieren soll. Im August 2020 wurde Bannon bei einer frühmorgendlichen Razzia auf Guos 35-Millionen-Dollar-Luxusyacht, die in Connecticut vor Anker lag, von Bundesbehörden verhaftet, weil er Millionen von Dollar von der gemeinnützigen Organisation We Build The Wall gestohlen haben soll. Bannon wurde später von Präsident Trump begnadigt. Zwischen 2018 und 2020 startete Guo zwei Medienprojekte mit Bannon, G News und GTV Media Group. Diesen Medien wurde die Verbreitung von Falschinformationen und Verschwörungstheorien vorgeworfen.
Im Februar 2022 verurteilte ihn ein New Yorker Gericht zu einer Millionenstrafe, weil er eine Yacht dem Zugriff seiner Gläubiger entzogen hatte.
Wenige Tage später leistete er vor einem Gericht in Connecticut den Offenbarungseid. Seine Wohnung in Manhattan steht zum Verkauf.
Im März 2023 wurde Guo vom FBI in seinem New Yorker Penthouse festgenommen. Ihm wird vorgeworfen, Tausende Investoren um mehr als eine Milliarde Dollar betrogen zu haben.